# Moviment brownià
El moviment brownià és el moviment irregular i aleatori que segueixen petites partícules immerses en un fluid. En un sentit més ampli, hom anomena també moviment brownià la classe de models matemàtics que permeten descriure aquest procés físic i altres fenòmens anàlegs des de la dispersió de la pol·lució per l'aire fins a les variacions del mercat de valors. La seva impredictibilitat està relacionada amb els fractals.
El moviment brownià fou descobert pel biòleg Robert Brown l'any 1827. Mitjançant un microscopi, va observar que petites partícules de pol·len submergides en líquid experimentaven el moviment irregular que avui en dia porta el seu nom. El moviment brownià va romandre inexplicat durant molts anys. El primer en afirmar que era fruit de les pròpies partícules del líquid fou el físic alemany Christian Wiener el 1863. Tot i que sembla que el primer a donar un model del moviment brownià fou Louis Bachelier l'any 1900 a la seva tesi doctoral, hom acostuma a atribuir l'explicació del moviment brownià a Albert Einstein, en un dels seus famosos tres articles de l'any 1905.

Simulació de moviment Brownià de 5 partícules (en groc) que xoquen amb un conjunt de 800 partícules deixant 5 camins blaus i una d'elles amb un vector de velocitat en vermell.

El moviment brownià afecta a qualsevol petita partícula suspesa en un líquid o gas. També es pot observar en partícules més grans, com les de fum que estan suspeses a l'aire. La magnitud del cop que rep la partícula depèn del moment de les molècules. Així per exemple, quan el fluid està calent, es poden observar molts més xocs i desplaçaments.
Les operacions matemàtiques del moviment brownià van ser desenvolupades a finals del segle xix, però va ser Einstein qui va les va incloure en el seu article de 1905, posant-la en relleu a la comunitat científica. Einstein, va utilitzar la teoria de la calor, també basada en col·lisions moleculars, per explicar amb èxit els moviments brownians. Per fer això va argumentar que si la teoria molecular era correcta, les molècules d'aigua colpejarien el fluid aleatòriament de totes direccions, fent que la partícula de pol·len descrigués un moviment de l'estil del descrit per Brown. Cal esmentar que en aquella època la teoria molecular encara no estava totalment acceptada però veient que el moviment brownià donava proves de l'existència de molècules als fluids, els físics es van veure obligats a acceptar-la.

## Història

Reproducció del llibre de Jean Baptiste Perrin, Les Atomes, tres rastres del moviment de partícules col·loidals de radi 0.53 µm com es veu en el microscopi, es mostren. Les posicions successives cada 30 segons s'uneixen mitjançant segments de línia recta (la grandària de la malla és de 3,2 µm).

El poema científic Sobre la Naturalesa de les coses, del romà Lucreci (60 aC), inclou la notable descripció del moviment brownià de partícules de pols des dels versos 113 fins al 140. L'autor va presentar aquest fet com a prova de l'existència dels àtoms: 
| «                                           | Observa el que esdevé quan raigs de sol són admesos dins d'un edifici i com llança la llum sobre els llocs foscos. Pots veure la multitud de petites partícules movent-se en un sens fi de camins... el seu ball és un indici de moviments subjacents de matèria amagats de la nostra vista... això origina el moviment dels àtoms en si mateixos (p. ex., espontàniament). Llavors els petits organismes que són eliminats de l'impuls dels àtoms són posats en marxa per cops invisibles i al seu torn en contra d'uns diminuts canons. Així, el moviment dels àtoms emergeix gradualment d'un nivell del sentit, que aquests cossos estan en moviment com veiem en el raig de sol, moguts per bufs que semblen invisibles. | » |
| — Sobre la naturalesa de les coses, Lucreci | |   |

Jan Ingenhousz va descriure el moviment irregular de partícules de carbó polvoritzades en la superfície de l'alcohol en 1785. No obstant això, el descobriment del moviment brownià s'atribueix tradicionalment al botànic Robert Brown en 1827. Es creu que Brown va estar estudiant al microscopi partícules de pol·len de la planta Clarkia pulchella surant en l'aigua. Dins dels vacúols dels grans de pol·len va observar diminutes partícules amb moviments nerviosos. En repetir l'experiment amb partícules de pols, va concloure que el moviment no es devia al fet que les partícules de pol·len estiguessin "vives", encara que no va explicar l'origen del moviment.
El primer a descriure matemàticament el moviment brownià va ser Thorvald N. Thiele en 1880, en un document sobre el mètode dels mínims quadrats. Va ser seguit independentment per Louis Bachelier en 1900, en la seva tesi doctoral La teoria de l'especulació, en la qual es presenta una anàlisi estocàstica d'acció i opció de mercats. El model del moviment brownià de les accions de mercat és citat sovint, però Benoit Mandelbrot va rebutjar la seva aplicació al moviment dels preus de les accions, en part perquè són discontinus.
No obstant això, va ser l'estudi independent d'Albert Einstein en el seu article de 1905 (Über die von der molekularischen Theorie der Wärme geforderte Bewegung von in ruhenden Flüssigkeiten suspendierten Teilchen / Sobre el moviment postulat per la teoria cinètica molecular de la calor de petites partícules suspeses en un líquid estacionari) en el qual va mostrar la solució als físics, com una forma indirecta de confirmar l'existència d'àtoms i molècules.
En aquesta època la naturalesa atòmica de la matèria encara era una idea controvertida. Einstein i Marian Smoluchowski van deduir que, si els components de l'equació de fluxos incomprensibles del principi de Bernoulli era correcte, llavors les molècules d'aigua tindrien moviments aleatoris. Per tant, les partícules petites podrien rebre un nombre aleatori d'impactes, de força aleatòria i de direccions aleatòries, en curts períodes de temps. Aquest bombardeig aleatori per les molècules del fluid podria ser suficient perquè les partícules petites es moguessin de la manera exacta que Brown havia descrit. Theodor Svedberg va fer importants demostracions del moviment brownià en col·loides, així com a Felix Ehrenhaft ho va fer amb partícules de plata en l'atmosfera terrestre. Jean Perrin també va dur a terme experiments per a verificar els models matemàtics, i en publicar els seus resultats finals es va posar fi a dos mil anys de disputa sobre la realitat de les molècules i els àtoms.

## Teoria d'Einstein
Hay dues parts en la teoria d'Albert Einstein: la primera part consisteix en la formulació d'una equació de difusió de partícules brownianas, en el qual el coeficient de difusió està relacionada amb el desplaçament quadràtic mitjà d'una partícula browniana, mentre que la segona part relaciona el coeficient de difusió de les magnituds físiques mesurables. D'aquesta manera Einstein va ser capaç de determinar la grandària dels àtoms, i el nombre d'àtoms que hi ha en un mol, o el pes molecular (en grams), d'un gas. D'acord amb la llei d'Avogadro, aquest volum és el mateix per a tots els gasos ideals, que és 22,414 litres a temperatura i pressió estàndard. El nombre d'àtoms continguts en aquest volum es coneix com número d'Avogadro, i la determinació d'aquest número és equivalent al coneixement de la massa d'un àtom, atès que aquesta última s'obté dividint la massa d'un mol de gas pel número d'Avogadro.

Les corbes característiques en forma de campana de la difusió de partícules brownianas. La distribució comença com una funció delta de Dirac, la qual cosa indica que totes les partícules es troben en l'origen amb temps t = 0, i per l'augment dels temps es tornen cada vegada més i més plans fins que es converteix en la distribució uniforme en el límit de temps asimptòtic.

La primera part del raonament d'Einstein va ser determinar quant viatja una partícula browniana en un interval de temps donat. Una partícula browniana sofreix de l'ordre de 1014 col·lisions per segon. Això va portar a considerar a Einstein el moviment col·lectiu de les partícules brownianas.
Va considerar l'increment en la coordenada x de la partícula com una variable aleatòria (x o {\displaystyle \Delta }, en virtut de la transformació de coordenades que porta l'origen a la posició inicial de la partícula), amb funció de densitat de probabilitat {\displaystyle \phi (\Delta )}. A més, suposant conservació del nombre de partícules, va desenvolupar la densitat (nombre de partícules per unitat de volum) en sèrie de Taylor:
{\displaystyle {\begin{aligned}\rho (x,t+\tau )&=\rho (x,t)+\tau {\frac {\partial \rho (x)}{\partial t}}+\dots \\&=\int _{-\infty }^{+\infty }\rho (x+\Delta ,t)\cdot \phi (\Delta )\,\mathrm {d} \Delta \\&=\rho (x,t)\cdot \int _{-\infty }^{+\infty }\phi (\Delta )\,d\Delta +{\frac {\partial \rho }{\partial x}}\cdot \int _{-\infty }^{+\infty }\Delta \cdot \phi (\Delta )\,\mathrm {d} \Delta \\&+{\frac {\partial ^{2}\rho }{\partial x^{2}}}\cdot \int _{-\infty }^{+\infty }{\frac {\Delta ^{2}}{2}}\cdot \phi (\Delta )\,\mathrm {d} \Delta +\dots \\\end{aligned}}}
En l'última expressió la primera integral és 1 per la normalització de la probabilitat i la segona integral (i totes les de la mateixa forma en les quals {\displaystyle \Delta } estigui elevada a un exponent imparell) s'anul·la per la simetria de {\displaystyle \phi (\Delta )}. Queda llavors
{\displaystyle {\begin{aligned}\rho (x,t)+\tau {\frac {\partial \rho (x)}{\partial t}}+\dots &=\rho (x,t)\cdot 1+{\frac {\partial ^{2}\rho }{\partial x^{2}}}\cdot \int _{-\infty }^{+\infty }{\frac {\Delta ^{2}}{2}}\cdot \phi (\Delta )\,\mathrm {d} \Delta +\dots \\\end{aligned}}}
De la comparació de termes s'obté la següent relació:
{\displaystyle {\frac {\partial \rho }{\partial t}}={\frac {\partial ^{2}\rho }{\partial x^{2}}}\cdot \int _{-\infty }^{+\infty }{\frac {\Delta ^{2}}{2\,\tau }}\cdot \phi (\Delta )\,\mathrm {d} \Delta +\mathrm {moments\;parells\;de\;ordre\;major\;que\;dos} .}
Es pot demostrar que quan {\displaystyle \Delta } i {\displaystyle \tau } tendeixen a 0 el quocient {\displaystyle \Delta ^{2}/\tau } que hi ha en l'última integral tendeix a un límit, la qual cosa permet definir el coeficient de difusió D :
{\displaystyle D=\lim _{\Delta ,\tau \rightarrow 0}\int _{-\infty }^{+\infty }{\frac {\Delta ^{2}}{2\,\tau }}\cdot \phi (\Delta )\,\mathrm {d} \Delta .}
La densitat {\displaystyle \rho (x,t)} de les partícules brownianas satisfà l'equació de difusió:
{\displaystyle {\frac {\partial \rho }{\partial t}}=D{\frac {\partial ^{2}\rho }{\partial x^{2}}}.}
Suposant que N partícules comencen des de l'origen en el temps inicial t = 0, l'equació de difusió té la solució
{\displaystyle \rho (x,t)={\frac {N}{\sqrt {4\pi Dt}}}e^{-{\frac {x^{2}}{4Dt}}},}
que és una distribució normal de mitjana {\displaystyle \mu =0} i variància {\displaystyle \sigma ^{2}=2Dt}. La variància és el desplaçament quadràtic mitjà, {\displaystyle \sigma ^{2}={\overline {x^{2}}}=2\,D\,t}. En prendre la seva arrel quadrada s'observa que el desplaçament d'una partícula browniana no és proporcional al temps transcorregut, sinó a l'arrel quadrada del temps. En fer aquest tipus d'afirmacions sobre una partícula a partir del comportament d'una col·lectivitat de partícules s'està fent un petit salt conceptual que pot justificar-se.
La segona part de la teoria d'Einstein es refereix a la constant de difusió en quantitats físicament mesurables, com ara la mitjana al quadrat de desplaçament d'una partícula en un interval de temps donat. Aquest resultat permet la determinació experimental del número de Avogadro i per tant la grandària de les molècules. Einstein va analitzar un equilibri dinàmic que s'estableix entre forces oposades. La bellesa del seu argument és que el resultat final no depèn del fet que les forces estan involucrades en l'establiment de l'equilibri dinàmic.
En el seu tractament original, Einstein considerava un experiment de pressió osmòtica, però a la mateixa conclusió es pot arribar d'una altra manera.
Considerem, per exemple, partícules en suspensió en un fluid viscós en un camp gravitatori. La gravetat tendeix a fer que les partícules es dipositin, mentre que la difusió actua per a homogeneïtzar-los, conduint-los a regions de menor concentració. Sota l'acció de la gravetat, una partícula adquireix una velocitat descendent de  v  = μmg , on  M  és la massa de la partícula,  g  és l'acceleració deguda a la gravetat i μ és la mobilitat de la partícula en el fluid. George Stokes havia demostrat que la mobilitat d'una partícula esfèrica amb ràdio  R  és {\displaystyle \mu ={\tfrac {1}{6\pi \eta r}}}, on η és la viscositat dinàmica del fluid. En un estat d'equilibri dinàmic, les partícules es distribueixen d'acord amb la distribució baromètrica
{\displaystyle \rho =\rho _{0}e^{-{\frac {mgh}{k_{B}T}}},}
On ρ-ρ0 és la diferència en la densitat de les partícules separades per un desnivell de  h , kB és la constant de Boltzmann (és a dir, la relació de la constant universal dels gasos , R, amb el número de Avogadro,  N ), i  T  és la temperatura absoluta. És el número d'Avogadro el que es determinarà.

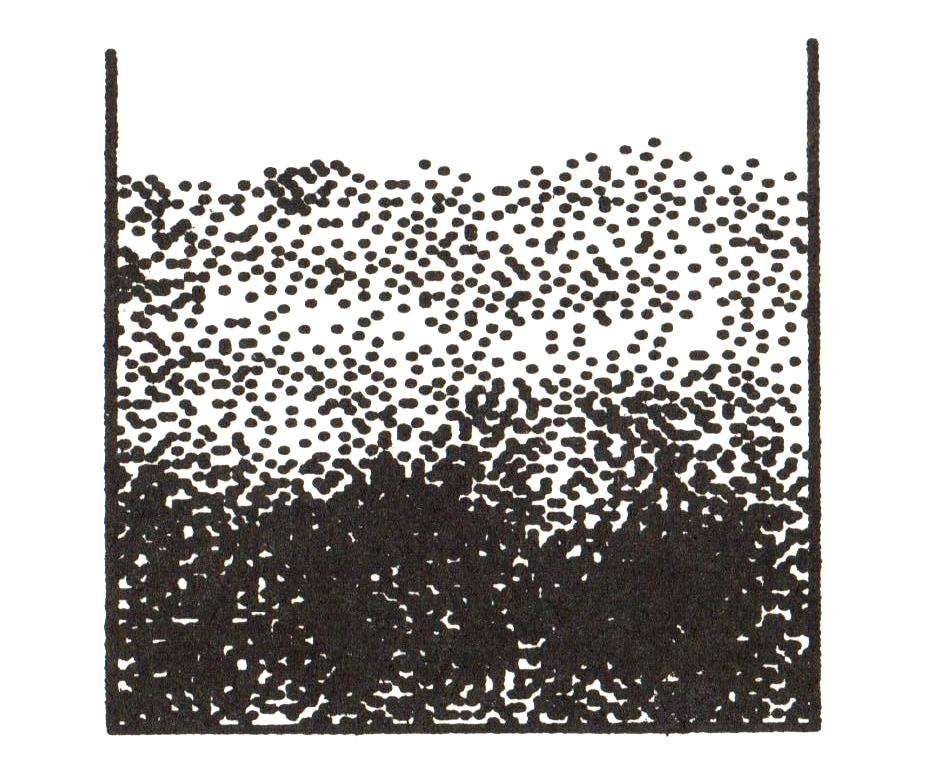
La distribució d'equilibri per a les partícules de gamboge mostra la tendència dels grànuls al fet que es moguin a les regions de menor concentració quan es veuen afectats per la gravetat.

S'estableix l'equilibri dinàmic, perquè com més es tiren cap avall les partícules per la gravetat, major és la tendència al fet que les partícules migrin a regions de menor concentració. El flux està donada per les lleis de Fick,
{\displaystyle J=-D{\frac {d\rho }{dh}},}
on J = ρv. Aplicant la fórmula per a ρ, trobem que
{\displaystyle v={\frac {Dmg}{k_{B}T}}.}
En un estat d'equilibri dinàmic, aquesta velocitat ha de ser també igual a  v  = μmg . Cal observar que totes dues expressions per a  V  són proporcionals a  mg , reflectint com la derivació és independent del tipus de forces considerades. Igualant aquestes dues expressions es deriva aquesta expressió per a la difusivitat:
{\displaystyle {\frac {\overline {x^{2}}}{2t}}=D=\mu k_{B}T={\frac {\mu RT}{N}}={\frac {RT}{6\pi \eta rN}}.}
Aquí la primera igualtat es desprèn de la primera part de la teoria d'Einstein, la tercera la igualtat es desprèn de la definició de la constant de Boltzmann com  kB =  R / N , i la quarta igualtat es dedueix de la fórmula de Stokes per a la mobilitat. Mesurant el quadrat mitjà del desplaçament durant un interval de temps, juntament amb la constant universal de gas  R , la temperatura  T , la viscositat η, i el radi de la partícula  r , el número de Avogadro  N pot ser determinat.
El tipus d'equilibri dinàmic proposat per Einstein no era nou. S'havia assenyalat prèviament per J. J. Thomson en la seva sèrie de conferències en la Universitat de Yale al maig de 1903 quan l'equilibri dinàmic entre la velocitat generada per un gradient de concentració donat per la llei de Fick i la velocitat a causa de la variació de la pressió parcial causats quan els ions es posen en moviment ens dona un mètode de determinació de la constant d'Avogadro que és independent de qualsevol hipòtesi quant a la forma o grandària de les molècules, o de la forma en la qual actuen un sobre l'altre.
Una expressió idèntica a la fórmula d'Einstein per al coeficient de difusió també va ser trobada per Walther Nernst en 1888 en la qual va expressar el coeficient de difusió com la relació de la pressió osmòtica a la relació de la força de fricció i la velocitat a la qual dona lloc. El primer s'equipés a la llei de Van't Hoff, mentre que l'últim va ser donat per la llei de Stokes. Ell escriu {\displaystyle k'=p_{0}/k} per al coeficient de difusió k´, on {\displaystyle p_{0}} és la pressió osmòtica i  k  és la relació de la força de fricció amb la viscositat molecular que assumeix que està donada per la fórmula de Stokes per a la viscositat. Presentant la llei del gas ideal per unitat de volum de la pressió osmòtica, la fórmula es torna idèntica a la d'Einstein. L'ús de la llei de Stokes en el cas de Nernst, així com en Einstein i Smoluchowski, no és estrictament aplicable perquè no s'aplica al cas en què el radi de l'esfera és menor en comparació amb el recorregut lliure mitjà.
En un primer moment les prediccions de la fórmula d'Einstein van ser aparentment refutades per una sèrie d'experiments per Svedberg entre 1906 i 1907, la qual cosa va provocar el reemplaçament del valor predit de les partícules de 4 a 6 vegades, i per Henri en 1908 que va trobar canvis 3 vegades major que la fórmula que Einstein va predir. però les prediccions d'Einstein finalment van ser confirmades gràcies a una sèrie d'experiments duts a terme per Chaudesaigues en 1908 i Perrin en 1909. La confirmació de la teoria d'Einstein va constituir un progrés empíric a la teoria cinètica de la calor. En essència, Einstein va demostrar que el moviment pot predir-se directament des del model cinètic d'equilibri tèrmic. La importància de la teoria radica en el fet que es va confirmar el relat de la teoria cinètica de la segona llei de la termodinàmica, sent essencialment una llei estadística.

## Difusió
Amb el temps, el moviment brownià pot fer que una partícula es desplaci una distància considerable, però mai tan lluny com si avancés en línia recta. Això és degut al fet que l'aleatorietat fa que sigui més probable que una partícula vagi cap enrere mentre avança cap al davant. Cada partícula rodarà seguint el seu propi camí, fent que una gota concentrada s'estengui en un núvol difús. Aquesta difusió és molt important per a entendre com s'estén la contaminació, a partir d'una font emissora, com per exemple, un aerosol a l'atmosfera que, encara que no hi hagi vent, les substàncies químiques es difondran degut únicament al moviment brownià.

## Relació amb els fractals
La trajectòria seguida per una partícula que experimenta el moviment brownià és un exemple de fractal. Cada pas del camí pot ser de qualsevol mida i en qualsevol direcció però sempre sorgeix un patró global. Aquest patró conté una estructura a totes les escales, des dels contorns més petits fins a altres bastant més grans. Aquesta és la característica que defineix un fractal. Les matemàtiques del moviment brownià, o d'una seqüència de moviments, es pot utilitzar per generar patrons fractals.